# 横後頭溝
横後頭溝（おうこうとうこう、英:transverse occipital sulcus）とは、大脳の後頭葉にある脳溝のひとつ。個体間で程度の違いはあれ、大脳外側面を基本的に背腹（上下）方向に走る脳溝である。

## 解剖
大脳外側面で、頭頂葉と後頭葉の境界を定めるのが、横後頭溝であるとする場合がある。この場合、大脳外側面において、横後頭溝より前が頭頂葉、横後頭溝より後ろが後頭葉である。ただし大脳外側面における頭頂葉-後頭葉の境界は、頭頂後頭溝の上端と後頭前切痕を結ぶ仮想のラインで定めることが多い。
頭頂葉外側面を走る脳溝 頭頂間溝の後端は、この横後頭溝の付近で終わっているものが多い。

## 機能
横後頭溝は風景情報の処理（scene processing）と関わりのある領域と考えられている。たとえば、横後頭溝は、海馬傍回場所領域、脳梁膨大後部皮質と並んで、馴染みのある場所の風景写真を見た時に、馴染みのない場所の風景写真を見た時と比べて、脳血流量が若干増加する領域である、といった報告がある。

## 画像

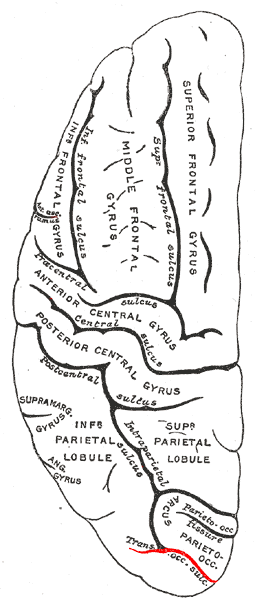
左大脳半球の外側面を上から見たところ。赤い所が横後頭溝。

## 脚註
1. ↑  Giuseppe Iaria and Michael Petrides "Occipital sulci of the human brain: variability and probability maps." The Journal of comparative neurology(pdf). 501(2):243-59. PMID 17226764
2. 1 2  有国 富夫 「頭頂野の入出力構造」 Equilibrium Research Vol. 62 (2003) No. 4, pp. 284-301. p.285とp.286より JOI:JST.Journalarchive/jser1971/62.284
3. 1 2  竹岡 明日香, 杉下 守弘 「頭頂葉の脳溝と脳回」 認知神経科学 Vol. 3 (2001-2002) No. 1, pp.54-56 JOI:JST.Journalarchive/ninchishinkeikagaku1999/3.54
4. ↑  Rachel E. Ganaden et. al. "Transcranial Magnetic Stimulation to the Transverse Occipital Sulcus Affects Scene but not Object Processing." Journal of Vision, August 13, 2012 vol. 12 no. 9 article 587 doi:10.1167/12.9.587
5. ↑  Russell A. Epstein et. al. "Visual Scene Processing in Familiar and Unfamiliar Environments" Journal of Neurophysiology, The American Physiological Society, May 2007 vol. 97 no. 5 3670-3683 PMID 17376855